# Sooglossus sechellensis
Sooglossus sechellensis es una especie de anfibio anuro de la familia Sooglossidae.

## Distribución y hábitat
Es endémica de las islas Seychelles (islas de Mahé, Silhouette y Praslin), en altitudes entre 150 y 991 m. Está amenazada de extinción por la destrucción de su hábitat natural.